# Tour Grosse Marguerite
La tour grosse Marguerite (estonien : Paks Margareeta) est une tour des remparts de Tallinn à Tallinn en Estonie.

## Histoire

### La construction de la tour
La construction de la tour de l'armurerie, connue aujourd'hui sous le nom de Tour Grosse Marguerite, a commencé au début du XVIe siècle, de 1511 à 1530, lors de la reconstruction du système de fortifications de la ville médiévale.
En 1518-1529, a eu lieu la troisième étape de la reconstruction des sections des fortifications, au cours de laquelle il a été décidé de construire le monument actuel sur le site de l'ancienne roseraie. La structure se distingue par ses dimensions imposantes : la tour atteint 25 mètres de diamètre et 20 mètres de hauteur. L'épaisseur de ses murs varie de 4,4 à 6,5 mètres.
La tour est connue sous son nom actuel depuis 1842. Avant cela, elle était simplement connue sous le nom de Nouvelle tour. À plusieurs reprises, la tour a été utilisée comme arsenal, ainsi qu'un entrepôt de poudre à canon. En 1830, elle a servi de prison.

### L'histoire récente de la tour
Après la proclamation de la république d'Estonie, Grosse Marguerite passe sous la tutelle du ministère de la Défense (1918-1922), du ministère de l'Éducation (1922-1923) et du ministère des Sciences (1923-1932).
En 1938-1940, les anciens locaux de la prison de la tour ont été rénovés et cédés au musée municipal de Tallinn.
La rénovation de l'intérieur du bâtiment a eu lieu en 1978-1980 à l'usage du musée maritime.
De nos jours la tour fait partie du musée maritime d'Estonie.

## Galerie du musée

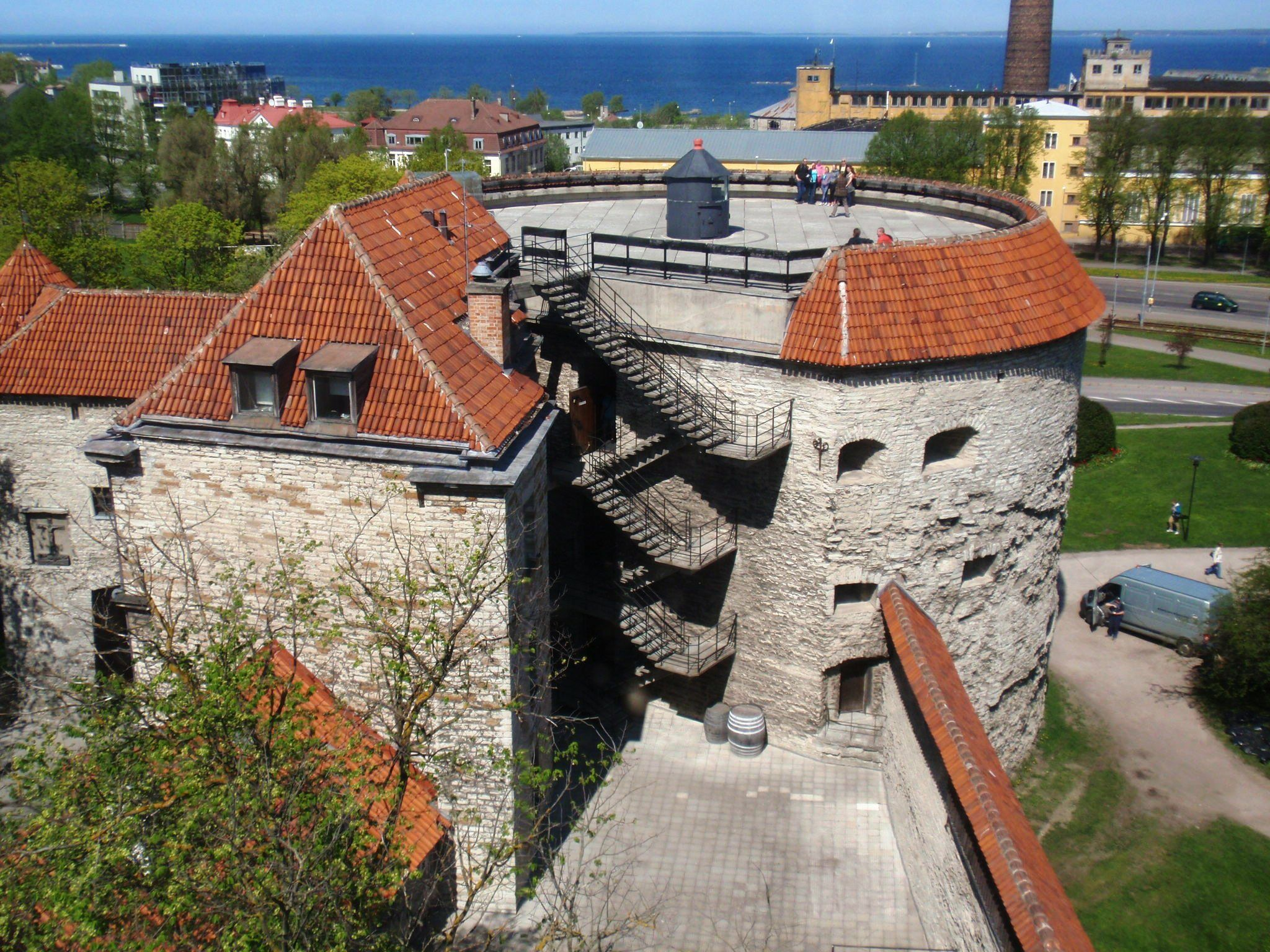
La tour vue de la tour Stolting.
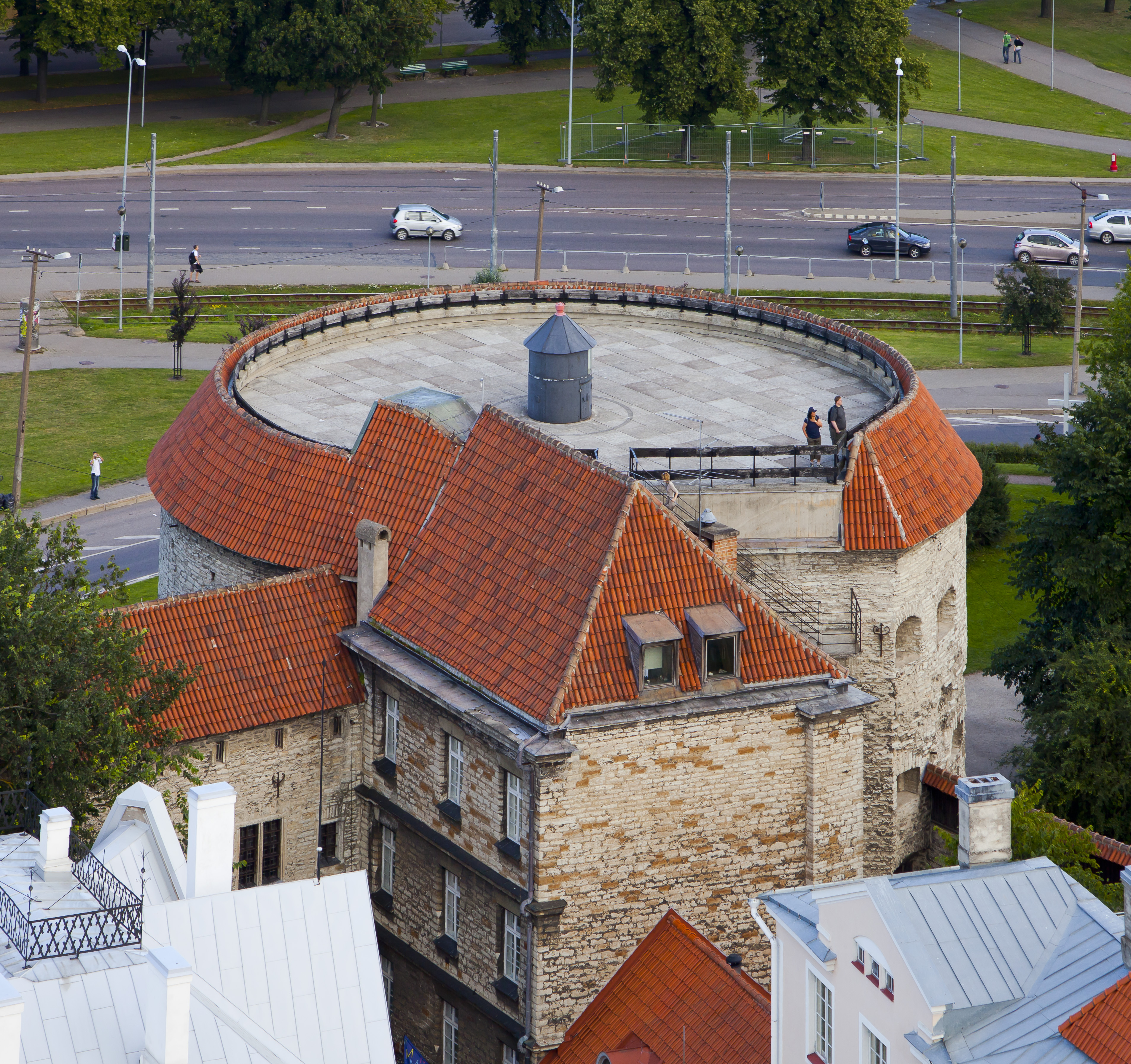
La tour vue de l'église Saint-Olaf.
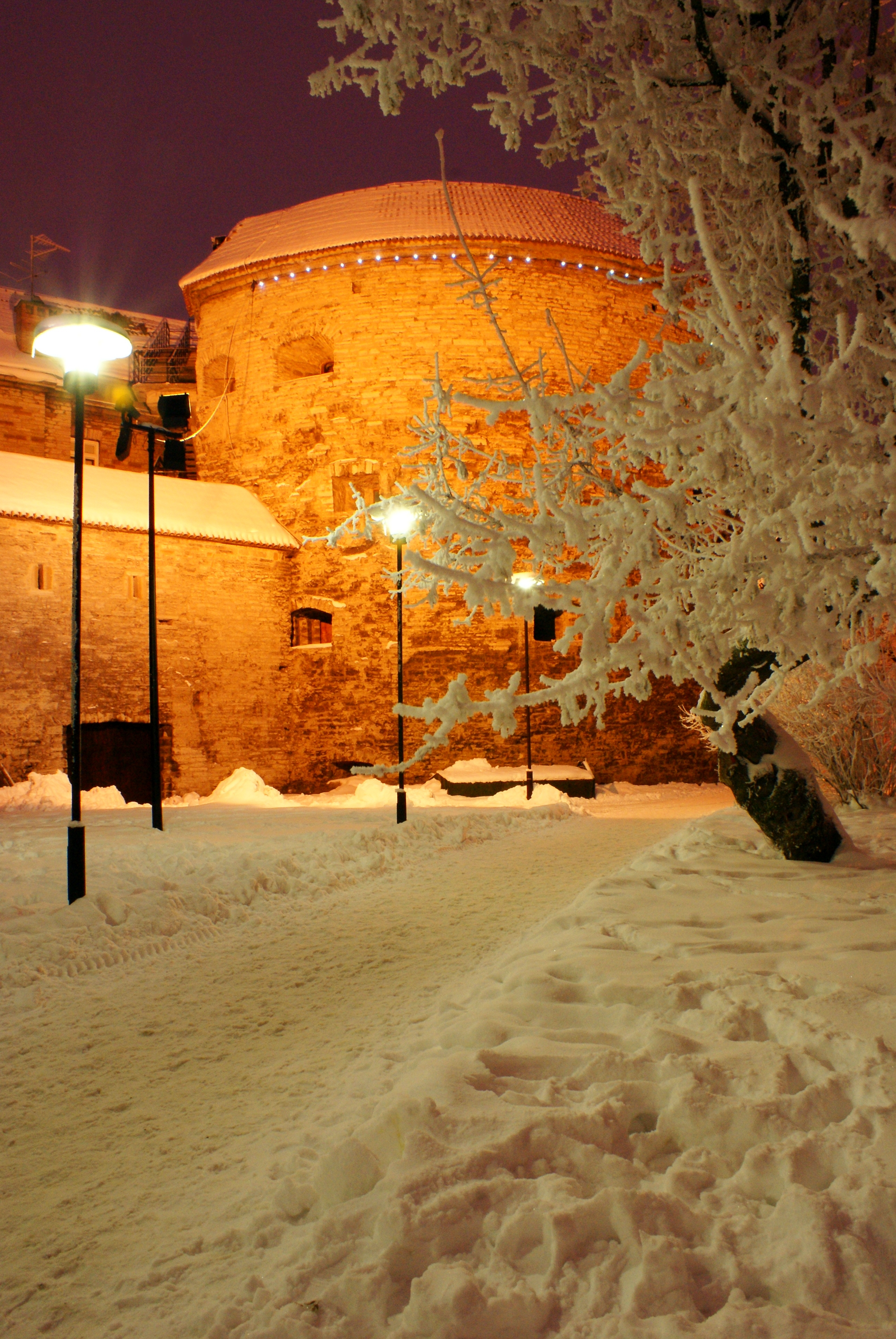
Tour Grosse Marguerite.
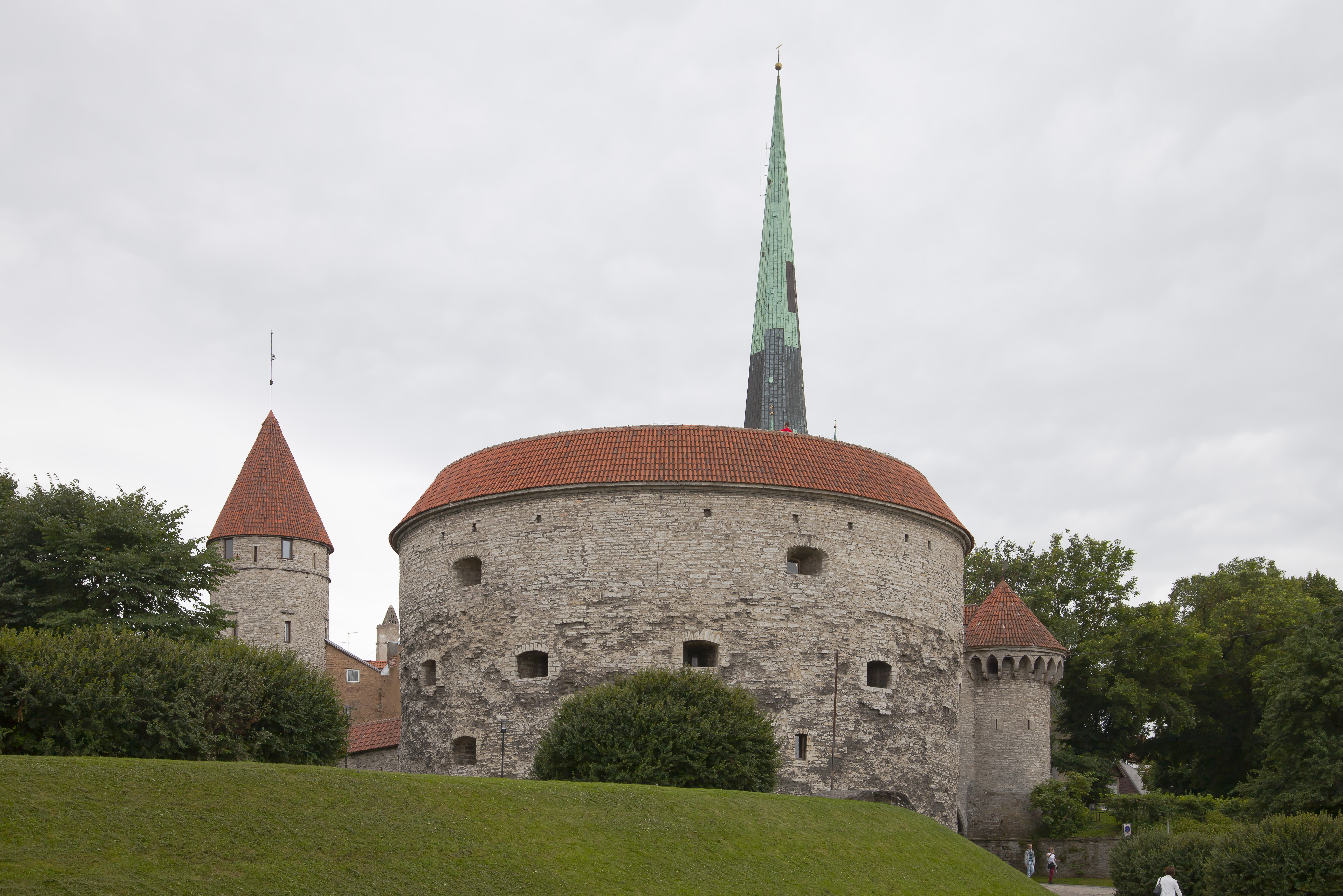
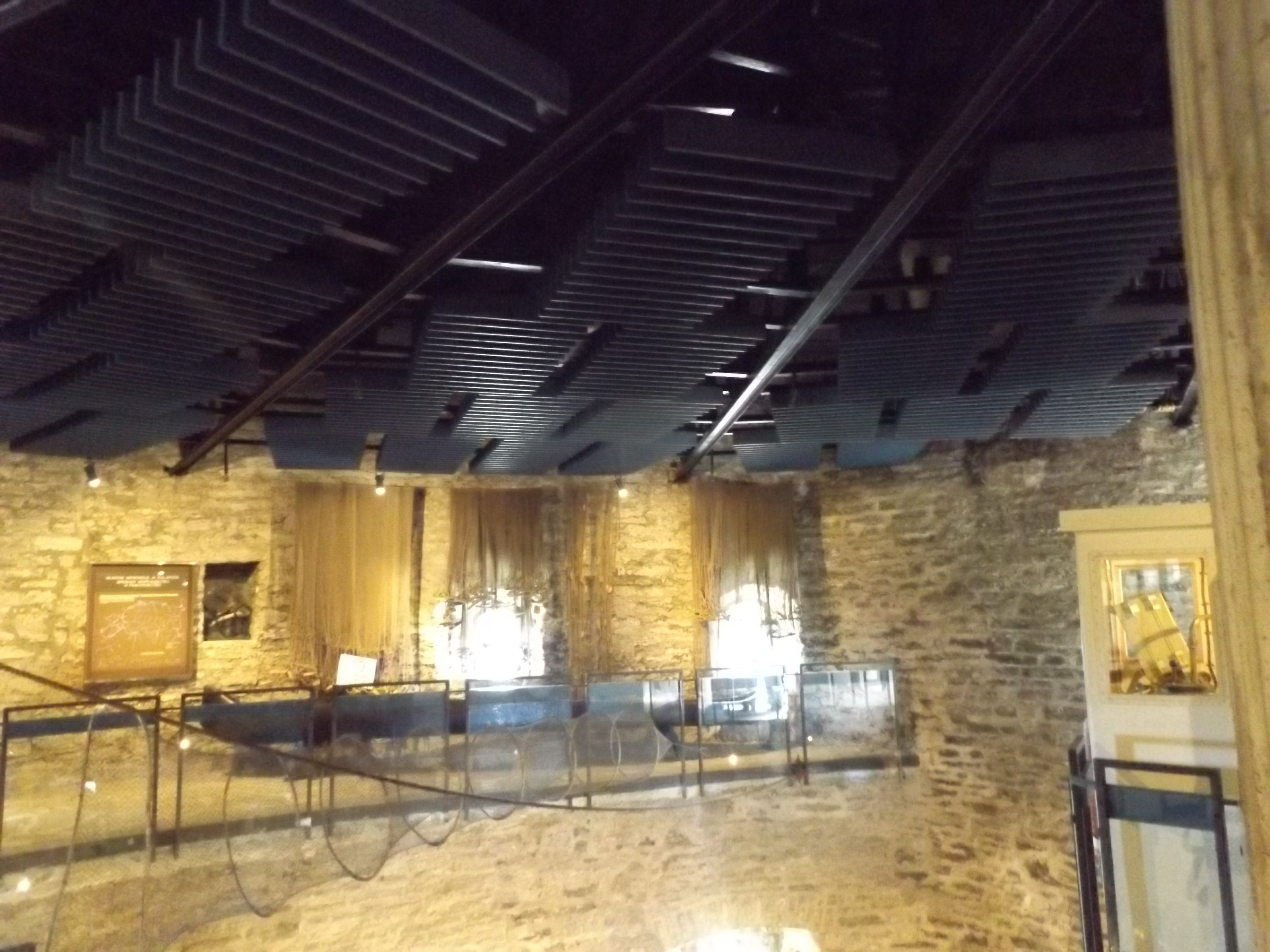